# Денят на мъртвите (филм, 1985)
„Денят на мъртвите“ (на английски: Day of the Dead) е американски филм на ужасите от 1985 г. През 2008 г. е направен римейк.

## Сюжет
Внимание:  Текстът по-долу разкрива сюжета на произведението (или части от него)!
Група учени и военни се крият в подземен бункер, докато зомбита управляват света.

## Актьорски състав
- Лори Кардайл – д-р Сара Боумън
- Джоузеф Пилато – капитан Хенри Роудс
- Тери Александър – Джон
- Джарлът Конрой – Уилям „Бил“ Макдермо
- Ричард Либърти – д-р Матю „Франкенщайн“ Логън
- Шърман Хауърд – Зомбито Бъб
- Джон Амплъс – д-р Тед Фишър